# Tegalarum (Sempu)
Tegalarum is een bestuurslaag in het regentschap Banyuwangi van de provincie Oost-Java, Indonesië. Tegalarum telt 6202 inwoners (volkstelling 2010).